# Eberhard Weidensee
Eberhard Weidensee (Widensee, Weydensehe, Wijdensee, født 1486 i Hildesheim; død 13. april 1547 i Goslar) var en tysk teolog og reformator i Magdeburg. Han tog del i indførelsen af reformationen i Magdeburg og 1526-1533 i hertug Christians len i den nordlige del af Slesvig Stift.,

## Weidensees baggrund
Som ung blev Weidensee optaget i et augustinerkorherrekloster ved Halberstadt og kom 1508 til det juridiske fakultet i Leipzig, hvorfra han 1511 tog graden baccalaureus decretorum i kanonisk ret.1515 tog han den teologiske doktorgrad i Leipzig, dr.jur. canonici.
Da hans undervisning og prædikener var præget af den reformatoriske bevægelse, kom han i modstrid med de kirkelige myndigheder, blev afsat og dømt til livsvarigt klosterfængsel. Han undslap dog og opholdt sig derefter en tid i Magdeburg og Wittenberg.

## Weidensees virke i Danmark
I 1526 blev Weidensee sammen med Johann Wenth af hertug Christian kaldt til Haderslev som hofprædikant og for at hjælpe med omlægningen hertugens len til luthersk kirkeordning. Han blev provst og sognepræst i Haderslev og var også virksom ved den omdannede præsteskole hvor Wenth var 'læsemester' eller 'lektor'.
Wenth og Weidensee var hovedkræfterne i udarbejdelsen af de såkaldte Haderslevartikler som 1528 blev forelagt områdets sognepræster, og som de skulle følge i deres videre arbejde.
Tilbagevenden til Tyskland
Weidensee vendte 1533 tilbage til Tyskland hvor han var superintendent i Goslar til 1547.